# Consell de redacció
Un consell de redacció és un comitè que s'encarrega d'establir la línia editorial d'una publicació periòdica, definir el sumari de cada edició, fixar les seccions i la periodicitat, etc.
Són també funcions seves, entre d'altres:
- Assistir l'editor en totes les seves funcions.
- Vigilar pel compliment dels preceptes ètics d'una publicació.
- Verificar l'aplicació de les normes de les diferents seccions d'una revista.
- Distribuir els originals entre els revisors i controlar la qualitat dels seus informes.
- Revisar i corregir resums, aspectes metodològics i estil dels articles.